# Jan Wiegman
Jan Wiegman (Zwolle, 11 februari 1884 – Heemstede, 20 september 1963) was een Nederlands illustrator, boekbandontwerper en ontwerper van cartoons. Wiegman tekende in 1923 het eerste ontwerp van het Drostemannetje. Hij tekende ook Heintje Biet.

## Leven
Jan Wiegman werd geboren in Zwolle als Johannes Petrus Antonius Wiegman.  Hij was de oudste in een gezin van vijf kinderen. Zijn broers Piet Wiegman en Matthieu Wiegman waren geslaagde schilders en bekende vertegenwoordigers van de Bergense School. Zijn vader was bovenmeester (hoofdonderwijzer) van een rooms-katholieke lagere school. Het bijzonder onderwijs ontving destijds nog geen subsidie; het was ten tijde van de schoolstrijd. Toen de pastoor versterking kreeg van een kapelaan, mocht zijn vader de biezen pakken. Het was een behoorlijke klap voor zijn vader en hij had nadien moeite met het vinden van een nieuwe baan. Uiteindelijk kon hij - tegen een minimaal salaris - aan de slag als hoofdonderwijzer op een openbare lagere school in Spierdijk.
Jan Wiegman ging twee jaar in de leer bij boekhandel-uitgeverij Stumpel in Hoorn; hier deed hij belangrijke kennis op over de vormgeving van boeken en over typografie. Later had hij les van tekenaar en illustrator Tjeerd Bottema. Bij Uitgeverij Meulenhoff werd hij geïntroduceerd door schilder en illustrator Jan Sluijters en uiteindelijk zou hij gaan werken voor meer dan zestig verschillende uitgevers. Hij illustreerde veel kinderboeken en tekende diverse boekomslagen. Hij stond bekend om zijn zwartjes (de zogenaamde silhouet-tekeningen).

## Werken als illustrator
- Kindermaandblad Ons Thuis van Henriëtte Dietz en Katharina Leopold;
- De Katholieke Illustratie, illustraties en cartoons, De Spaarnestad, Haarlem;
- Lord Lister (pulp-tijdschrift), diverse voorplaten;
- Jan Macé, Sprookjes, Vertaling Hermanna, illustraties Jan Wiegman, 1916, H Meulenhoff, Amsterdam;
- Van A tot Z. Een koddig Dieren-Alphabet met Prentjes en Versjes van Jan Wiegman, zj, (circa 1920),  W. de Haan, Utrecht;
- Avonturen van Baron van Münchhausen, naverteld en geïllustreerd door Jan Wiegman, zj, Mulder & Zoon N.V., Amsterdam;
- Avonturen van Don Quichot, naverteld en geïllustreerd door Jan Wiegman, zj, Mulder & Zoon N.V., Amsterdam;
- Versjes die wij nooit vergeten, Verzameld en verlucht door Jan Wiegman, zj, G.B. van Goor Zonen,  Den Haag.
- De wonderbare avonturen van Tom Duim : een grappige geschiedenis / opnieuw verteld door N. van Hichtum ; met 100 plaatjes en afbeeldingen van Jan Wiegman, [1923]

- Biblioteca Nacional de España: XX1218543
- Biografisch Portaal: 97930073
- Gemeinsame Normdatei: 129032581
- International Standard Name Identifier: 0000 0000 1719 157X
- Nederlandse Thesaurus van Auteursnamen: 06994752X
- RKD-Nederlands Instituut voor Kunstgeschiedenis: 84178
- Virtual International Authority File: 65074834
- WorldCat: E39PBJdGG6p4dDRmjWXrvpXcfq